# Ižkovce
Ižkovce é um município da Eslováquia, situado no distrito de Michalovce, na região de Košice. Tem 4,22 km² de área e sua população em 2018 foi estimada em 90 habitantes.

## Demografia
| Ano:        | 1994 | 2004   | 2014   | 2024   |
| ----------- | ---- | ------ | ------ | ------ |
| Broj ljudi: | 107  | 113    | 102    | 92     |
| Razlika:    |      | +5,60% | -9,73% | -9,80% |

| Ano:               | 2023 | 2024 |
| ------------------ | ---- | ---- |
| Número de pessoas: | 92   | 92   |
| Diferença:         |      | +0%  |